# Rock Against Bush, Vol. 2
Rock Agaist Bush, Vol. 2 is het tweede verzamelalbum uit de Rock Against Bush-serie. Het is in 2004 uitgegeven onder het Amerikaanse Fat Wreck Chords platenlabel.

## Nummers
1. "Favorite Son" (Green Day) - 2:13
2. "Let Them Eat War" (Bad Religion) - 2:58
3. "Unity" (Operation Ivy) - 2:14
4. "Necrotism: Decanting the Insalubrious (Cyborg Midnight) Pt. 7" (The Lawrence Arms) - 1:48
5. "We Got the Power" (Dropkick Murphys) - 2:45
6. "Drunken Lullabies" (Flogging Molly) - 3:49
7. "Doomsday Breach" (Only Crime) - 2:15
8. "Gas Chamber" (Foo Fighters) - 0:55
9. "Status Pools" (Lagwagon) - 2:36
10. "What You Say" (Sugarcult) - 2:36
11. "7 Years Down" (Rancid) - 2:33
12. "Off With Your Head" (Sleater-Kinney) - 2:26
13. "Scream Out" (The Unseen) - 2:48
14. "Violins" (Yellowcard) - 3:33
15. "Like Sprewells on a Wheelchair" (Dillinger Four) - 3:41
16. "Chesterfield King" (live) (Jawbreaker) - 4:03
17. "Born Free" (live) (The Bouncing Souls) - 1:45
18. "No Hope" (live) (Mad Caddies) - 1:41
19. "Kids Today" (Dwarves) - 1:25
20. "Can't Wait to Quit" (Sick of It All) - 2:09
21. "Comforting Lie" (No Doubt) - 2:52
22. "State of Fear" (Useless ID) - 3:12
23. "I'm Thinking" (Autopilot Off) - 2:50
24. "My Star" (The (International) Noise Conspiracy) - 2:35
25. "Time's Up" (Donots) - 3:24
26. "Kill the Night" (Hot Water Music) - 2:42
27. "You're Gonna Die" (Thought Riot) - 2:36
28. "Fields of Agony" (Acoustic) (No Use for a Name) - 2:45